# カルロス・ゴメス (ブラジル)
カルロス・ゴメス (Carlos Gomes) はブラジルの南部、リオグランデ・ド・スル州にある基礎自治体である。